# Abraham Cohen de Herrera
Abraham Cohen de Herrera, noto anche come Alonso Nunez de Herrera o Abraham Irira (Lingua ebraica: רבי אברהם כהן בן דוד דה-הירירה; Lisbona, 1570 – Vienna, 1635), cabalista e filosofo religioso. Secondo lo storico Heinrich Graetz, nacque nel 1570 da una famiglia marrana in Portogallo; altre fonti lo collegano all'Italia, specificamente alla Toscana e quale figlio dell'ultimo rabbino capo di Cordova.

## Biografia
Si conosce che abbia sposato una certa Sara de Herrera ad Amsterdam nel 1600, tuttavia non sembra certo che questo fosse il cognome originale della moglie. Si sa anche che ebbe uno zio, Juan de Marchena, che lavorava come fattore per il Sultano del Marocco Moulay, Achmed-el-Mansur.
Mentre si trovava a Cadice per affari del Sultano, Herrera sembra venisse catturato dagli inglesi, ma fu rilasciato dopo uno scambio di corrispondenza diplomatica tra il Sultano e la regina ELisabetta, recandosi subito dopo ad Amsterdam, dove rientrò nella fede ebraica. Morì nel 1635 (secondo lo storico Wiener), forse a Vienna (secondo lo storico Rodriguez de Castro). Scrisse varie opere, originalmente in lingua spagnola, ma che furono tradotte in lingua ebraica in base ai suoi desideri testamentari.

## Opere
- Epistola su Shiur Qomah, una riconciliazione tentativa tra Cabala e filosofia.  Tuttavia, come scrive il rabbino Alexander Altmann, "Herrera fu troppo filosofo genuino per credere nella possibilità di fusione tra i due reami, e fu troppo cabalista genuino per augurarselo".
- Puerta Del Cielo, un discorso sulla Cabala e temi religiosi dell'Ebraismo, Cristianesimo e Islam, in relazione alla filosofia occidentale e platonica. Tra i pochi testi della Cabala scritti e diretti ad un pubblico generale.
- Abraham Cohen Herrera, Epitome y Compendio de la Logica o Dialectica, ristampata e curata da Giuseppa Saccaro Del Buffa, con introduzione critica in (EN) , CLUEB, Bologna, 2002.